# Boineburg
Boyneburg oder Boineburg (auch Bemmel(s)berg, Bemmel(s)burg, Bömmel(s)berg, Bömeneburg, Boemelburg oder Boyneburgk) ist der Name eines ursprünglich niederhessisch-thüringischen Adelsgeschlechts, welches sich bis nach Dänemark, Holstein, Westfalen, in die Niederlande, Belgien, Rheinland, Süddeutschland und Österreich-Ungarn ausbreitete.
Die Familie ist Teil der Althessischen Ritterschaft und Teil der Reichsritterschaft Rhön-Werra. Der (erloschene) Zweig der Freiherren von Boyneburg-Bömelberg erlangte reichsunmittelbare Herrschaften in Oberschwaben und Westfalen, die 1806 mediatisiert wurden.
Der namensgebende Stammsitz der Herren von Boyneburg, Reichsfreiherren von Boineburg und Reichsgrafen und Edlen Herren zu Boineburg und Lengsfeld war die gleichnamige Reichsburg Boyneburg (auch Bomeneburg). Ihre Ruine steht auf einem Höhenrücken im Ringgau zwischen Eschwege und Sontra. Dort findet alljährlich zum Himmelfahrtstage die Brot- und Speckspende der Familie von Boyneburgk statt, in der die ehemaligen Dörfer des Gerichts Boyneburg im Rahmen eines Gottesdienstes an der im Jahre 1188 geweihten Burgkapelle (Kirchenpatrone: Gottesmutter und heiliger Petrus) und anschließender Brotverteilung auf dem Burgberg versammelt werden.

## Geschichte

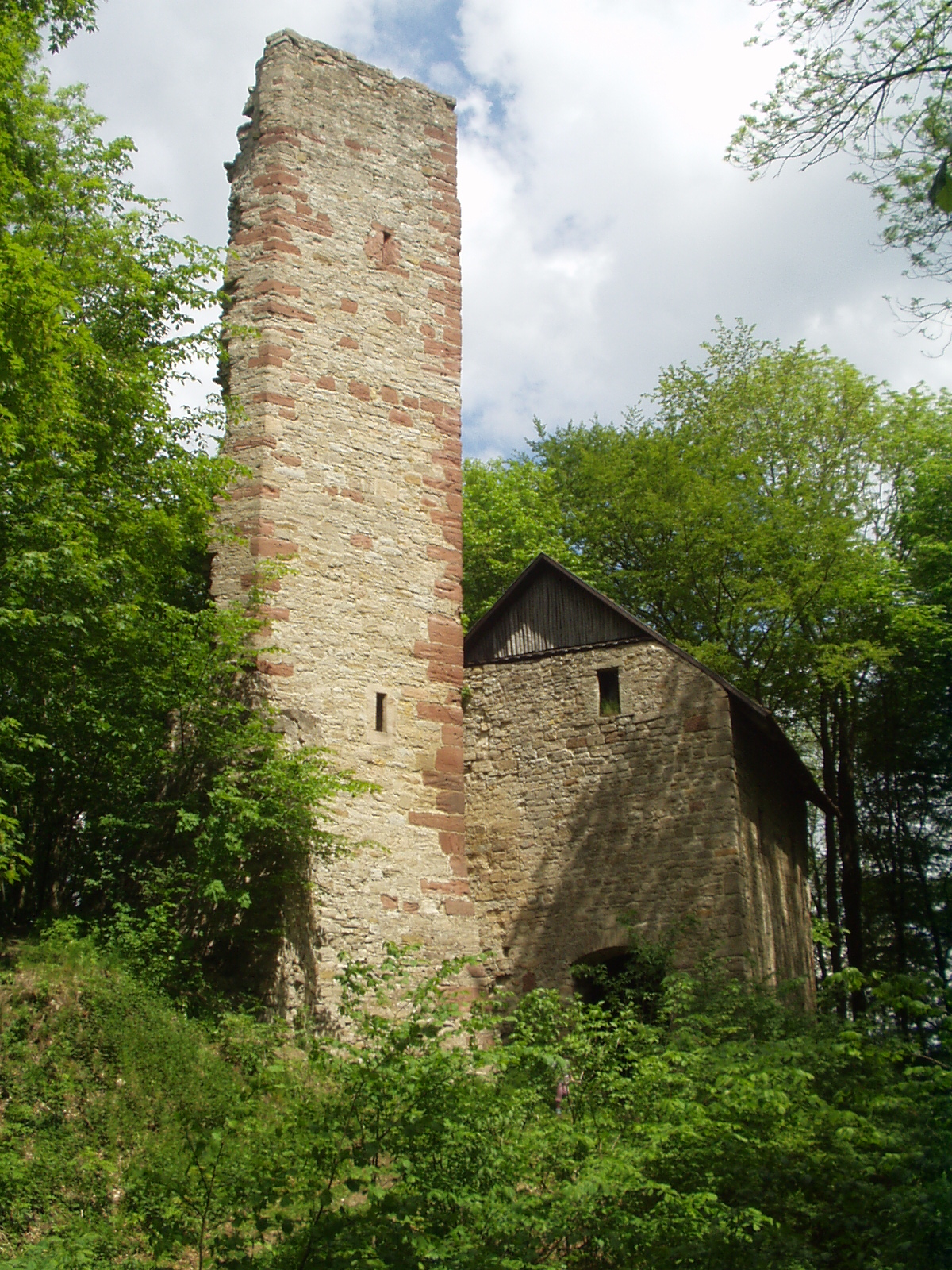
Ruine der Boyneburg

### Herkunft
Mit der Boyneburg waren zunächst die Grafen von Northeim belehnt, von denen sich Siegfried III. von Boyneburg († 1123) und sein Sohn Siegfried IV. von Boyneburg († 1144) auch nach der Burg benannten. Nach des Letzteren Tod und dem Aussterben der Northeimer Grafen wurde die Burg im Jahre 1144 zur Reichsburg und diente mehrmals als kaiserlicher Aufenthaltsort. Der Kaiser setzte Reichsministerialen als Burgherren auf der Boyneburg ein, die aus verschiedenen Geschlechtern stammten.
Im Jahr 1292 sollten sie dann unter die Oberhoheit der hessischen Landgrafen gestellt werden, als König Adolf von Nassau die Burg und die nahe Stadt Eschwege Heinrich I. von Hessen als Reichslehen übertrug, damit dieser überhaupt zum Reichsfürsten erhoben werden konnte, wozu eine Reichsburg Voraussetzung war. Dagegen wehrte sich die Familie von Boyneburg über mehrere Generationen lang mit allen Mitteln, um ihren reichsunmittelbaren Status durchzusetzen und zu verteidigen. Erst 168 Jahre später, im Jahr 1460, akzeptierte das Burgmannengeschlecht mit dem gevierten Schild, das erstmals urkundlich 1120 mit Bobbo de Bomeneburg erscheint und sich fortan von Boyneburg nannte, die Oberherrschaft des Landgrafen Ludwig II. von Hessen und wurde mit der Burg als Erblehen beliehen. Dabei erstritten sich die Adeligen neben den Sonderrechten für das Gericht Boyneburg mit 19 Ortschaften, ein besonderes, sehr seltenes Zugeständnis des römisch-deutschen Kaisers: Sollte die Generationenfolge mangels männlicher Nachkommen nicht patrilinear fortgeführt werden können, konnten die drei Familien von Boyneburg die zur Stammburg gehörigen Güter und Rechte auch an ihre Töchter vererben.
War die Boyneburg im 12. Jahrhundert vermutlich fast ohne allodiales Zubehör in den Besitz des Reiches gekommen, so waren die Boyneburger angesichts der zunehmenden Schwäche der übergeordneten Reichsgewalt und vor allem während des Interregnums im 13. Jahrhundert offenbar darum bemüht, etwaige Lehen in Allode umzuwandeln. Ihr zur Burg gehörendes Dienstgut betrachteten sie ebenfalls als erblichen Eigenbesitz, was mit dem Aufstieg der Ministerialen in den niederen Adel einherging.

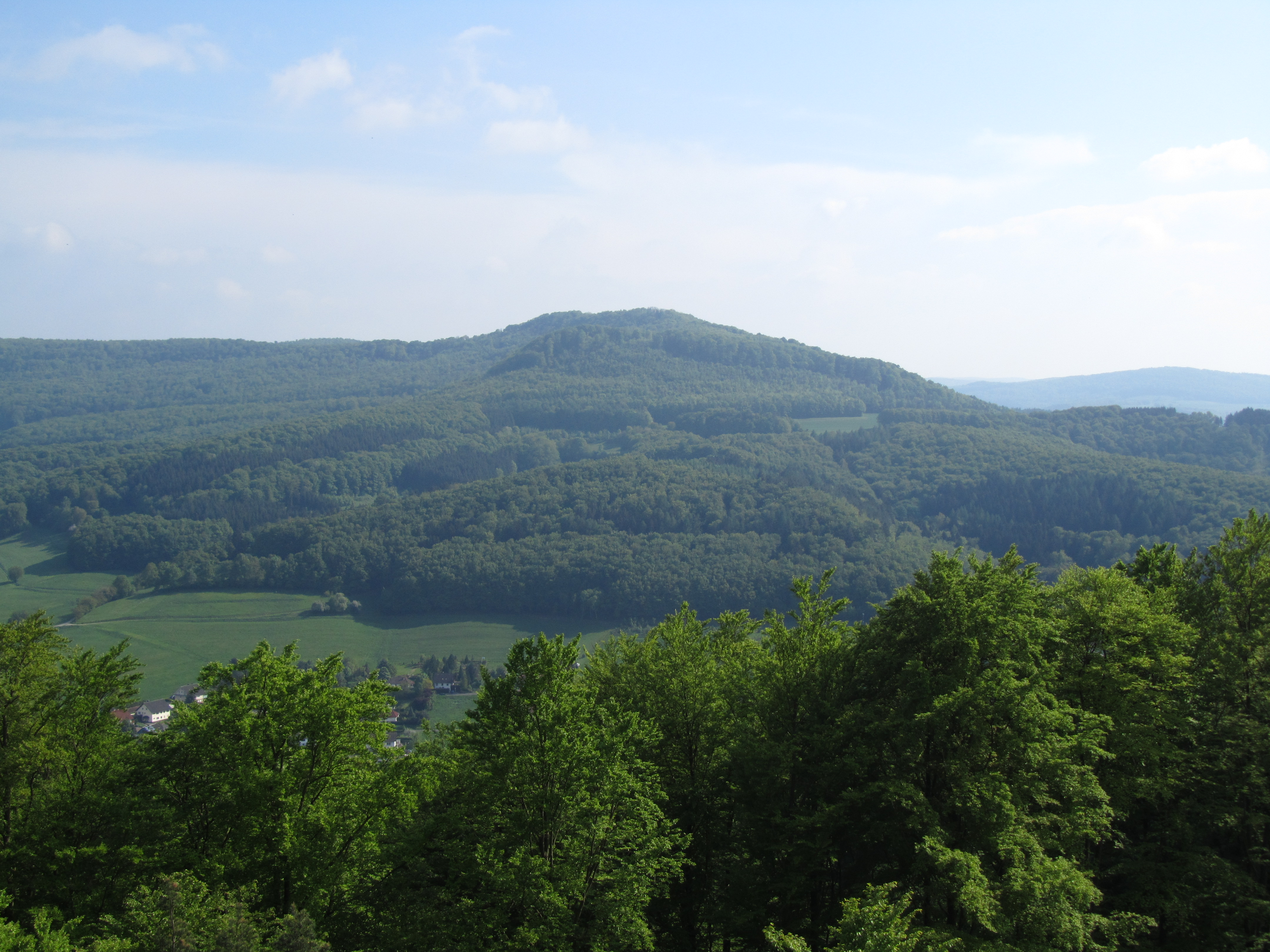
Der Burgberg Boyneburg von Norden

Ab Mitte des 15. Jahrhunderts verließen die verschiedenen Zweige des Geschlechts ihre Burgsitze auf der Boyneburg und zogen auf ihre im Tal gelegenen Besitzungen. In den Tälern rund um den Burgberg von Boyneburg befinden sich im Westen Wichmannshausen und östlich des Bergs das Gut Harmuthshausen, ferner nahebei Grandenborn, das im 16. Jahrhundert in den Besitz der Familie kam.
Nachdem im Jahre 1757 auf dem Gutshof in Wichmannshausen ein neues Herrenhaus errichtet worden war, wurde der bisherige Wohnsitz des Wichmannshausener Zweigs als das Alte Boyneburger Schloss bezeichnet. Da der Familienstamm Boyneburg-Honstein im Jahre 1792 und der Stamm Boyneburg-Bischhausen und Laudenbach im Jahre 1803 in der männlichen Linie erloschen, fiel deren Allodialbesitz an die allein weiterbestehende Linie Boyneburg auf Stedtfeld und Wichmannshausen, die somit Alleinbesitzer nicht nur der inzwischen zur Ruine gewordenen Boyneburg, sondern auch der ausgedehnten Waldungen im Werragebiet wurde. Das Hofgut in Wichmannshausen mit dem Alten Boyneburger Schloss wurde 1803 hessische Staatsdomäne, aber das Vorwerk „Datterpfeife“ blieb Boyneburg’scher Besitz. Die Familie lebte ab diesem Jahr auf diesem nunmehr Gut Boyneburgk genannten Hof, baute sich dann aber etwa 150 m südlich der Wirtschaftsgebäude das Schloss Boyneburgk. Die Ruine der Boyneburg gehört bis heute dem Stamm „Boyneburgk-Stedtfeld“.

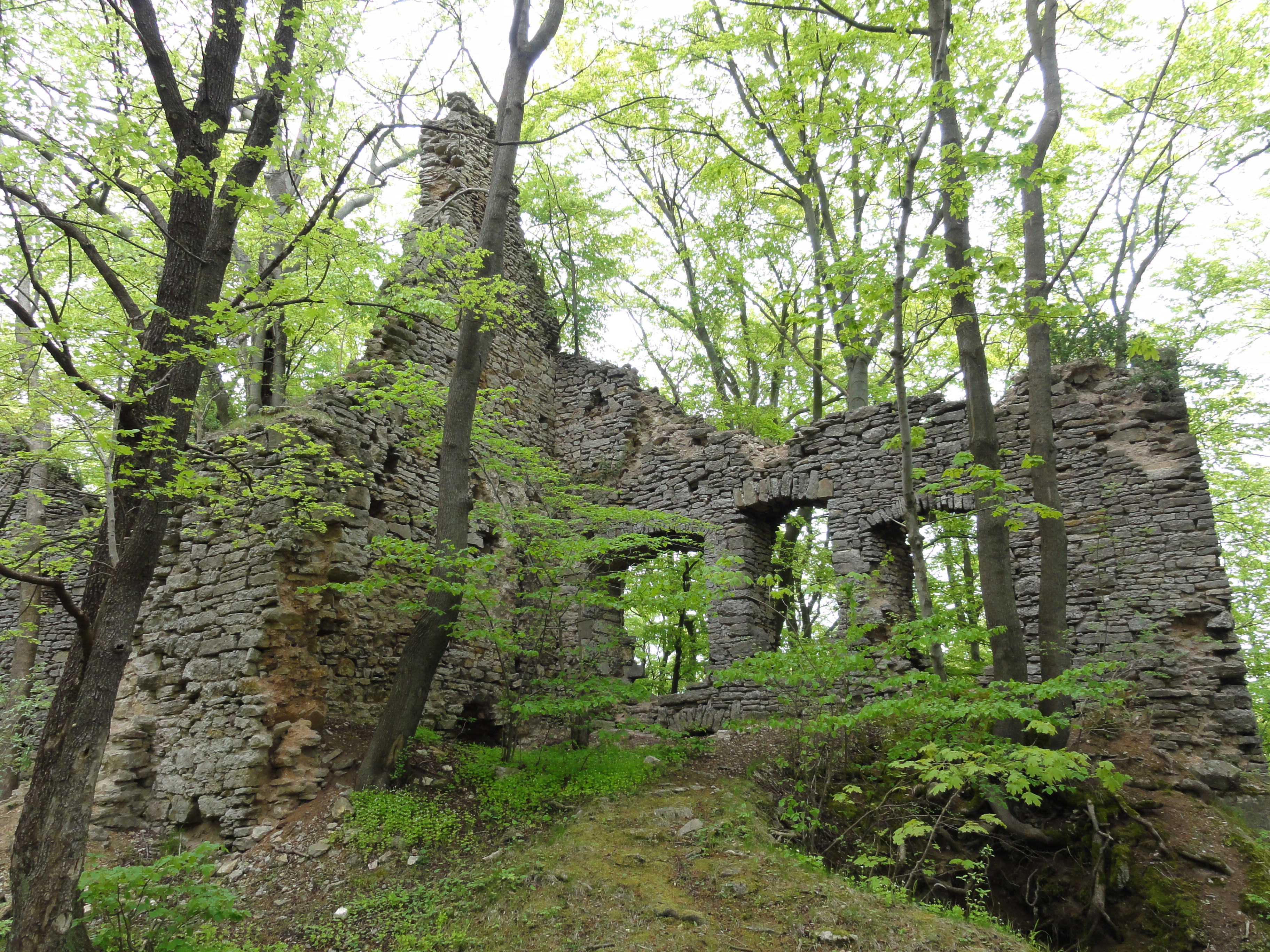
Ruine Brandenfels

Die Größe des späteren Gerichtsbezirks und die Tatsache, dass die sich nunmehr als Adelige verstehenden Boyneburg für den Bau des bei Markershausen liegenden Brandenfels, spätere Stammburg der Treusch von Buttlar, um 1250 verantwortlich zeichneten, deuten darauf hin, dass der ursprüngliche Reichsbesitz in der Umgebung der Boyneburg einen beträchtlichen Umfang hatte. Die Herren von Buttlar tauchten erst 1323 als anteilige Inhaber der Burg auf. Offenbar gehörten die von Boyneburg zu der Art herausragender Ministerialen, die schon bis Ende des 12. Jahrhunderts faktisch selbstständig geworden waren, eigene Herrschaften bildeten und dabei mit den Herren von Buttlar ein eigenes Gefolge hinter sich brachten. Die enge, abhängige Verbindung der später Treusch von Buttlar genannten Adelsfamilie zu den Boyneburg wird bei Durchsicht von auf dem Brandenfels unterzeichneten Urkunden deutlich. Die ersten Herren der Burg Brandenfels waren zweifelsohne die Boyneburg (wenn auch möglicherweise zusammen mit den Herren von Treffurt), die auch ausdrücklich als Burgmannen der Boyneburg bezeichnet wurden. 1389 schließlich verkauften die Boyneburg-Hohenstein die Orte Unhausen, Markershausen, Nesselröden und Breitzbach an die Treusch von Buttlar. Diese Orte bildeten das Kernterritorium der buttlarschen Herrschaft.
Trotz formaler Unterordnung unter die Landgrafschaft Hessen bzw. Landgrafschaft Hessen-Kassel mit der Annahme hessischer Lehenbriefe 1460 war das „Gericht Boyneburg“ mit seinen 19 Ortschaften bis zum Dreißigjährigen Krieg ein teilautonomes Herrschaftsgebiet, ehe die Kriegsfolgen die Boyneburg dazu zwangen, ihr Gebiet rechtlich wie faktisch dem Landgrafen zu unterstellen.
1570 verweigerten die Lehnsleute derer von Boyneburg in Heringen und Leimbach Sterbefallabgaben an die Ritteradeligen zu leisten. Daraufhin wandten sich die von Boyneburg an den Amtsvogt von Friedewald, der die Auskunft erteilte, dass diese Abgabe in der Landgrafschaft Hessen abgeschafft sei. Mit dem Bemerken, „es könne doch nicht der Wille ihres Herrn sein, den armen Gesellen vom Adel an ihren hergebrachten Rechten durch einen solchen Befehl Abbruch zu tun“, wandten sich die hessischen Ritter von Boyneburg direkt an den Landgrafen. Wilhelm der Weise bestätigte in seiner Antwort die Auskunft des Vogts und verwies drauf, dass sein Vater Philipp der Großmütige den Sterbefall abgeschafft habe. Die Lehnsleute sollten nicht verpflichtet sein, das Besthaupt zu geben. Solch übermäßigen Beschwernisse könne er seinen Untertanen als Landesherr nicht zumuten, führte der Landgraf aus. Wenn es aber so wäre, dass diese Abgaben zu entrichten seien, kämen sie sowieso ihm, dem Landesfürsten zu, heißt es weiter in dem landgräflichen Schreiben an die von Boyneburg.

### Linienbildung
Unterschieden werden konnten zunächst die zur „weißen Fahne“ (nach ihrem silber-schwarz geviertelten Wappen) gehörigen Stämme von denen der „schwarzen Fahne (schwarz-silber geviertelt).“

#### Schwarze Fahne
Die zur schwarzen Fahne gehörigen Boyneburg zu Wildeck und später zu Gerstungen waren weder im Besitz noch im Umkreis der Stammburg geblieben. Wildeck kam 1337 als geteiltes fuldisches Lehen in den Besitz derer von Boyneburg und derer von Trott. Mitte des 14. Jahrhunderts wurde vom Hochstift Fulda das Amt Gerstungen geschaffen, das ab 1402 pfandweise, letztlich jedoch dauerhaft an die Landgrafen von Thüringen und in deren Folge an das Herzogtum Sachsen-Eisenach ging. Nach und nach erwarb die Familie von Boyneburgk die dortigen Besitzungen. Das Schloss Gerstungen wurde im 17. und 18. Jahrhundert auf den Grundmauern der Wasserburg errichtet.

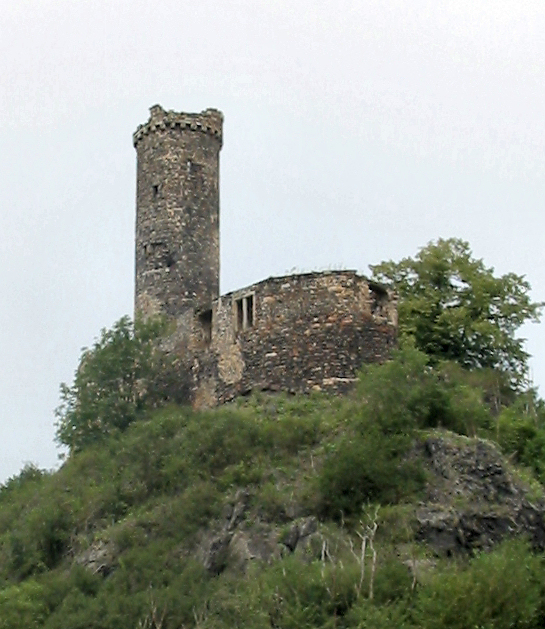
Burgruine Altenburg

Aus dieser Familie stammte Ludwig I. von Boyneburg zu Lengsfeld (* 1466; † 1537), hessischer Hofrichter und von 1509 bis zu seinem Sturz 1514 Statthalter und vormundschaftlicher Regent (für den minderjährigen Philipp I.) des ständischen Regiments gegen Landgräfin Anna. Ludwig begründete sowohl den auf Altenburg an der Eder beheimateten Familienzweig als auch die Linie zu Lengsfeld und Weilar auf Hennebergisch-Frankensteinischem Gebiet, die mit dem Namen von Boineburg-Lengsfeld 1911 als Freiherren anerkannt wurde. Ludwig hatte 1527 von seinem einstigen Mündel, dem Landgrafen Philipp I., die Anwartschaft auf Schloss und Rittergut Altenburg, sowie Böddiger, Maden, Rhünda etc. erhalten, als Wiedergutmachung für die durch seine Mutter verursachten Beleidigungen, Vermögens- und Ertragsverluste. Aufgrund dessen ging der Besitz 1537 an seinen Sohn Ludwig (III.) von Boyneburg über. 1540 wurde die Altenburg von dessen Halbbruder und Vormund Georg, Doktor beider Rechte (verhandelte für den Landgrafen mit Thomas Cromwell und Heinrich VIII. von England) teilweise neu aufgebaut. Nach mehrfacher Zerstörung und Wiederaufbau der Burg und deren allmählichem Verfall wurde 1721 ein Herrenhaus am Fuß des Burgberges errichtet. Der Wehrmachtsgeneral Hans Freiherr von Boineburg-Lengsfeld lebte dort bis 1980.
Die reichsunmittelbare Herrschaft Lengsfeld war 1523 durch Ludwigs Gemahlin in die Familie gelangt. Die einzelnen Teile der Burg Lengsfeld und die im Umland in Weilar, Gehaus und anderen Orten vorhandenen Wirtschaftshöfe und Schlösser wurden bei jedem Erbgang auf die Familienzweige verteilt; diese bildeten innerhalb der Burg eine Ganerbschaft.
Freiherr Johann Christian von Boyneburg zu Dietzenbach und Breidenbach, Reichsrichter, kurmainzischer Geheimer Rat und Oberhofmarschall, wurde von Kaiser Leopold I. in einem Privileg vom 1. September 1653 das erbliche Große Palatinat verliehen, welches seither der Familie anhaftet. (Hessisches Staatsarchiv Marburg, HStAM\Urk. 75\2391)
Nach dem Dreißigjährigen Krieg wurde das Schloss ab 1670 wieder aufgebaut. 1735 musste ein Teil der Herrschaft verkauft werden. Schloss Weilar entstand als barocker Neubau im 18. Jahrhundert auf den Grundmauern einer Wasserburg, deren vorgesetzter Treppenturm erhalten blieb. Das Obere Schloss Gehaus ließ Graf und Edler Herr Georg Philipp zu Boyneburg und Lengsfeld um 1715 erbauen. 1803 wurde durch den Reichsdeputationshauptschluss die reichsfreie Herrschaft Lengsfeld mit Lengsfeld, Gehaus und Weilar sowie den umliegenden Weilern mediatisiert und kam 1816 an das Großherzogtum Sachsen-Weimar-Eisenach.
Der auf Lengsfeld, Weilar, Gehaus, Herda, Altenburg etc. ansässige Zweig wurde 1859 auf Grund einer hessischen Genehmigung zur Annahme des (an Seitenverwandte 1697 verliehenen, aber 1717 wieder ruhenden) Grafenstandes als Grafen und Edlen Herren zu Boineburg und Lengsfeld anerkannt. 1944 starb mit dem Tode von Sigismund Graf und Edler Herr zu Boineburg und Lengsfeld (1925–1944) die gräfliche Linie im Mannesstamm aus. Seit dem Tod der Gräfin und Edlen Herrin Siri zu Boineburg und Lengsfeld am 19. März 1976 ruht der gräfliche Titel. Die Güter Lengsfeld, Weilar, Gehaus, Herda etc. wurden 1945 durch die Bodenreform in der Sowjetischen Besatzungszone enteignet, die Kunstschätze von der jeweiligen dörflichen Bevölkerung geplündert und nur zum Teil die wertvollen Bibliotheken aus den Schlössern der Familie in das Schloss Friedenstein nach Gotha verschleppt. Lediglich die hessische Altenburg bei Felsberg verblieb im Besitz der Familie. Nach der Wiedervereinigung Deutschlands konnten Teilbereiche des ehemals enteigneten Eigentums in Thüringen käuflich zurückerworben werden.

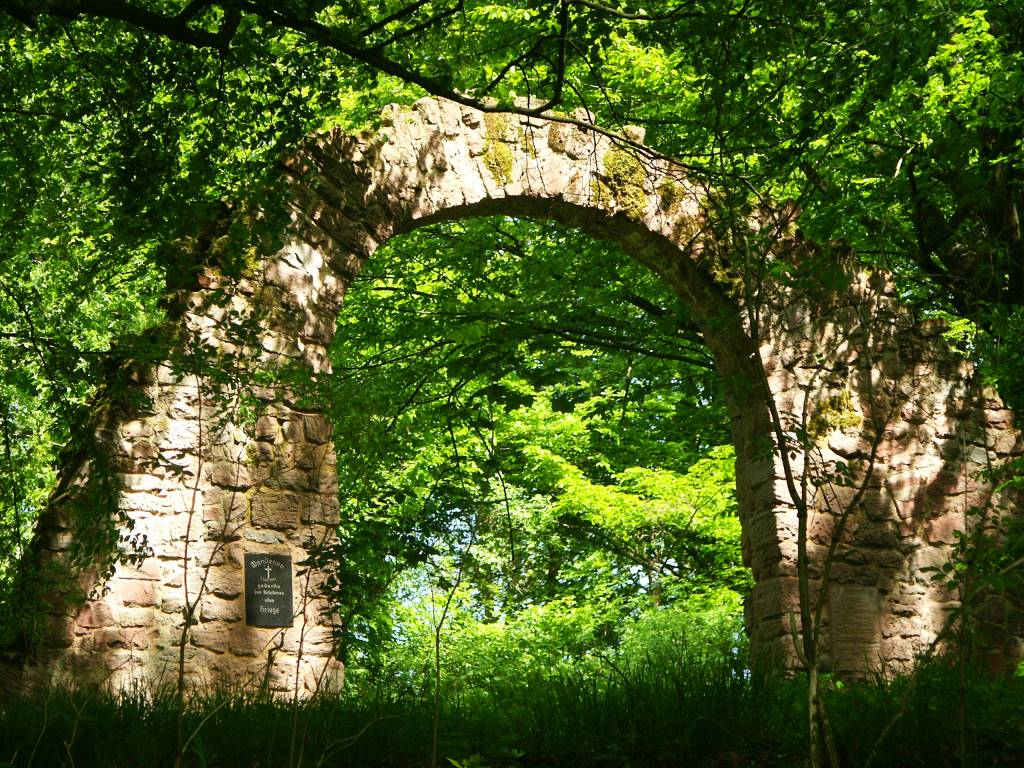
Burgruine Wildeck
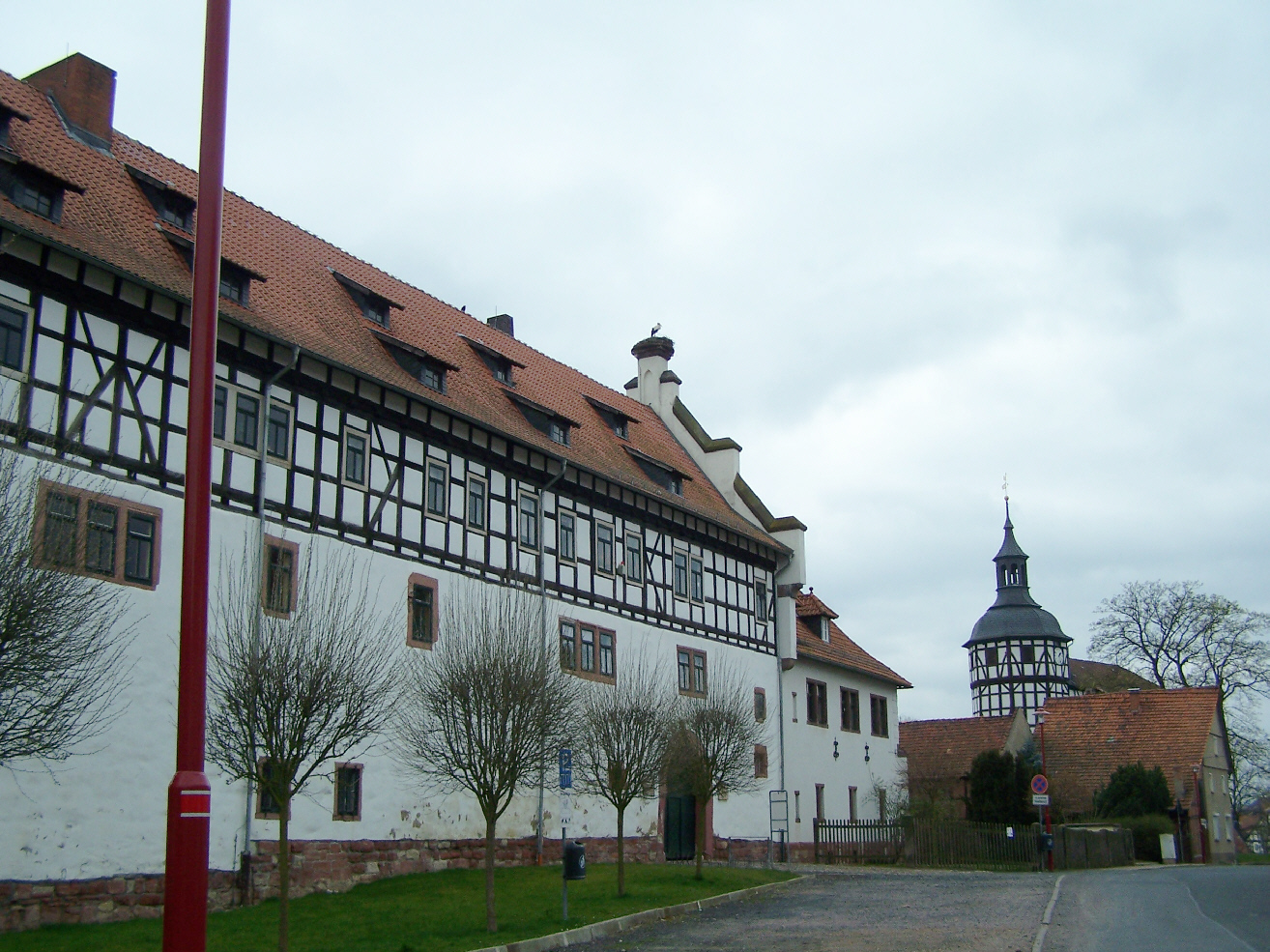
Schloss Gerstungen
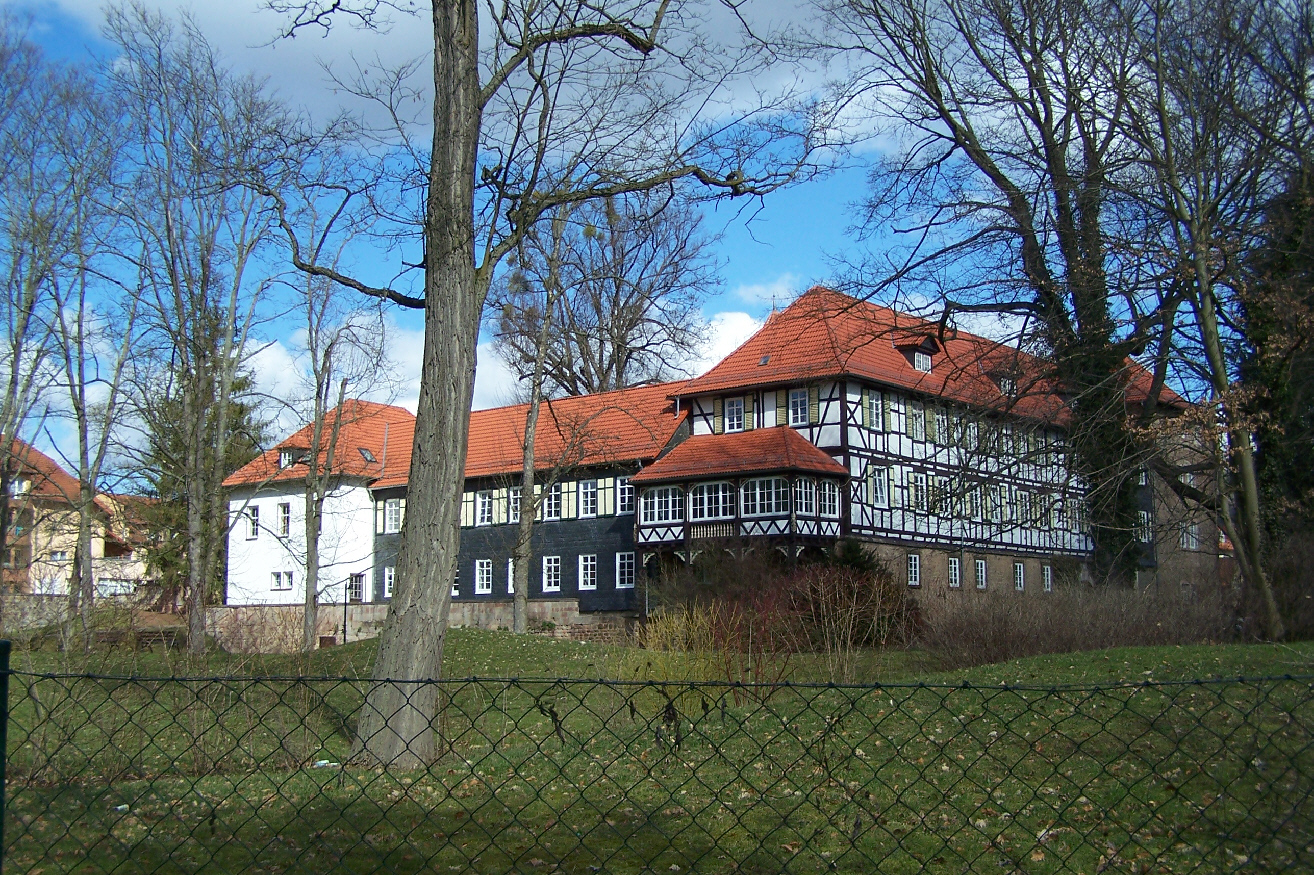
Burg Lengsfeld
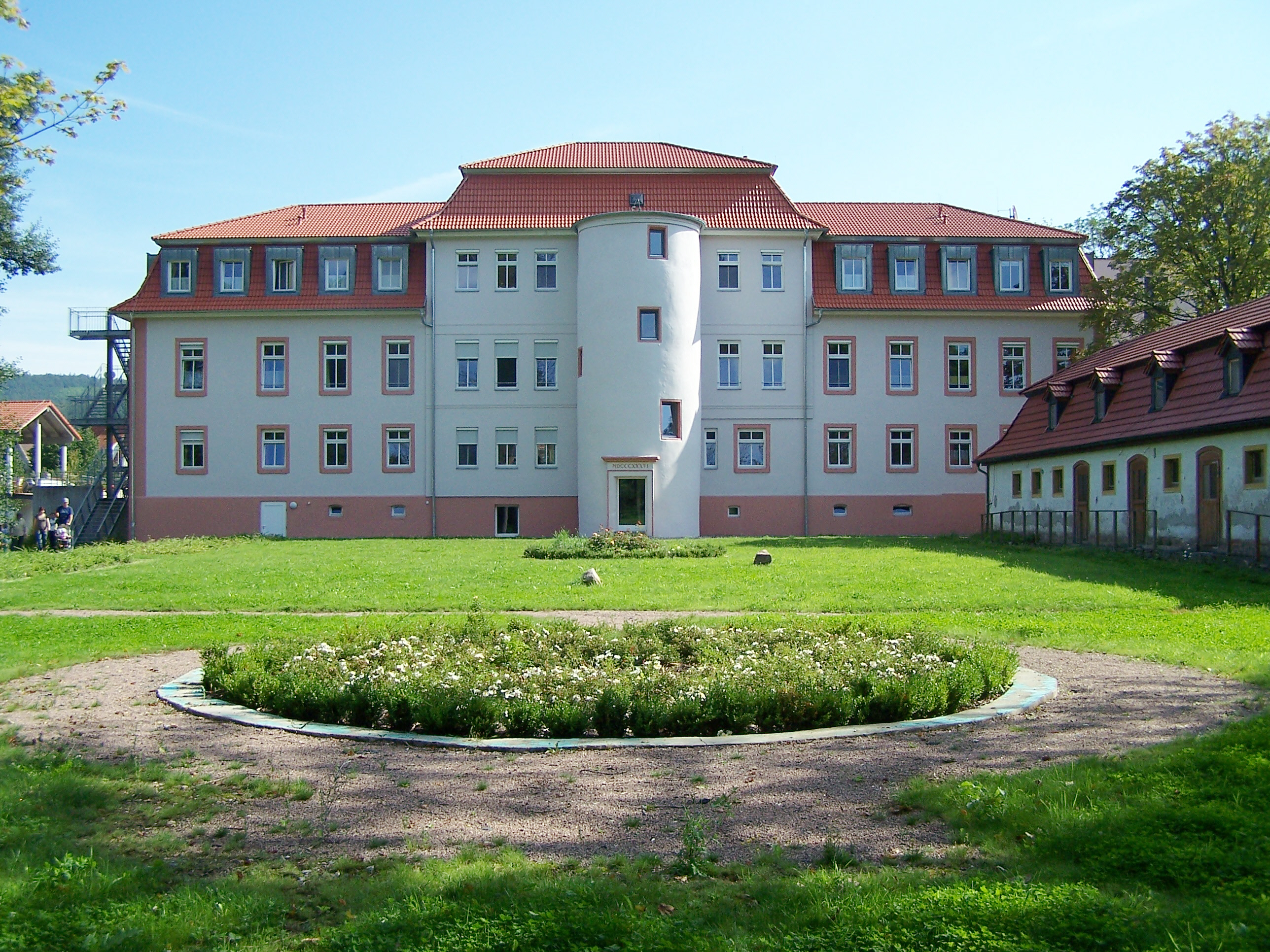
Schloss Weilar
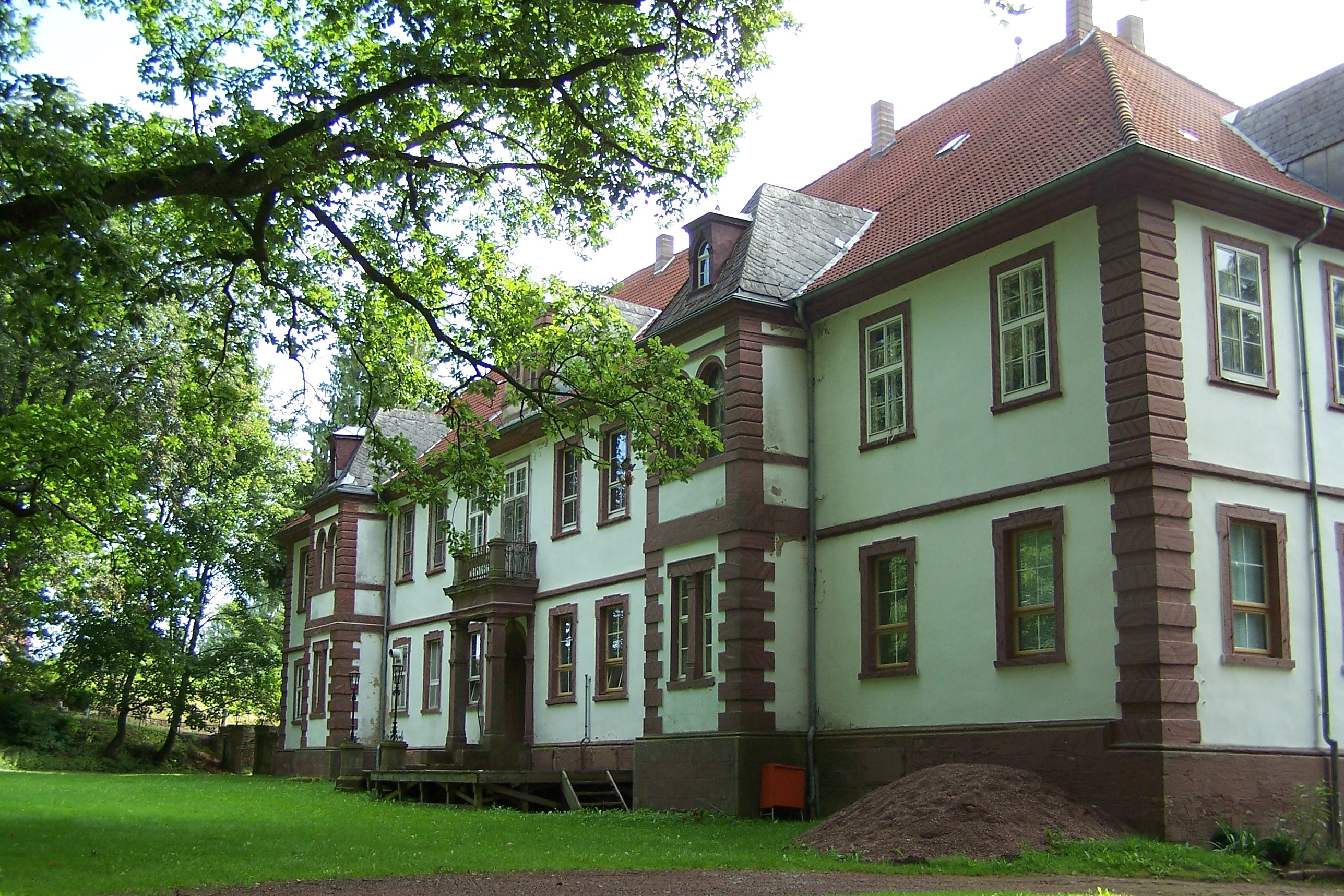
Schloss Gehaus

#### Weiße Fahne
Bei der „weißen Fahne“ ist eine klare Zuordnung und Trennung der verschiedenen Familien erst ab Anfang des 14. Jahrhunderts möglich.
Diese Geschlechter waren die
- von Boyneburg genannt Hohenstein,
- von Boyneburg-Bischhausen und Laudenbach (die Jungen) sowie die
- von Boyneburg-Stedtfeld (die Weißen).

1410 belehnte Bernhard I. von Braunschweig die Boyneburg-Hohenstein mit dem Dorf Jestädt sowie der dortigen Gerichtsbarkeit. Dazu gehörten die Orte Motzenrode und Neuerode sowie die Wüstungen Bettelsdorf, Dörrenhain und Dudenhusen. Der adlige Ort kam 1654 zum landgräflichen Amt Bischhausen. Walrab von Boyneburg-Hohenstein (1529–1572) ließ ab 1561 das Schloss Jestädt errichten. Die Herren von Boyneburg-Hohenstein behielten das Gericht Jestädt bis zu ihrem Aussterben 1792 als braunschweigisches Lehen, während sie das Halsgericht von der Landgrafschaft Hessen-Kassel zu Lehen trugen.
1446 verkaufte das Kloster Bursfelde den Ort Bischhausen an die Herren von Boyneburg, die ihn der Landgrafschaft Hessen zu Lehen auftrugen. In der zweiten Hälfte des 16. Jahrhunderts entstand in Bischhausen der Junkerhof als Verwaltungshof der boyneburgischen Güter. 1650 erwarb Hessen zwei Drittel und 1805 den restlichen Anteil des Orts.
Hermann von Boyneburgk heiratete 1420 Adelheid Hovemeister von Dankmarshausen, durch die eine Hälfte der Gutsherrschaft Stedtfeld in seinen Besitz kam. Nach und nach kam die ganze Herrschaft nebst Nachbardörfern und Höfen in den Besitz der Familie. Um 1520 erhielt sie auch das Bergregal und baute im Bergwerk Zum schwarzen Brunnen Kupfer und Silber ab, welche sie ab 1535 in einer Schmelzhütte verhüttete. 1592 übergab Jobst von Boyneburg das Bergwerk an zwei Nürnberger Investoren zu Lehen. Die mittelalterliche Wasserburg wurde im Dreißigjährigen Krieg verwüstet, weshalb Hans Joost II. von Boyneburgk ab 1665 das Untere Schloss neu errichten ließ. Er erwarb 1663 auch das Gut Clausberg und besaß ferner das Gut Deubachshof, Schnepfenhof und Rangenhof. Das Hintere Schloss in Stedtfeld ersetzte im 18. Jahrhundert eine verfallene Burg. Im Jahr 1850 wurde die adelige Gerichtsherrschaft der Boyneburger aufgehoben. 1945 wurde der Besitz enteignet und im Rahmen der Bodenreform verteilt. Die Kunstschätze wurden von der dörflichen Bevölkerung geplündert. Nach der Vereinigung konnten auch hier Teilbereiche des ehemals enteigneten Eigentums in Thüringen käuflich zurückerworben werden.

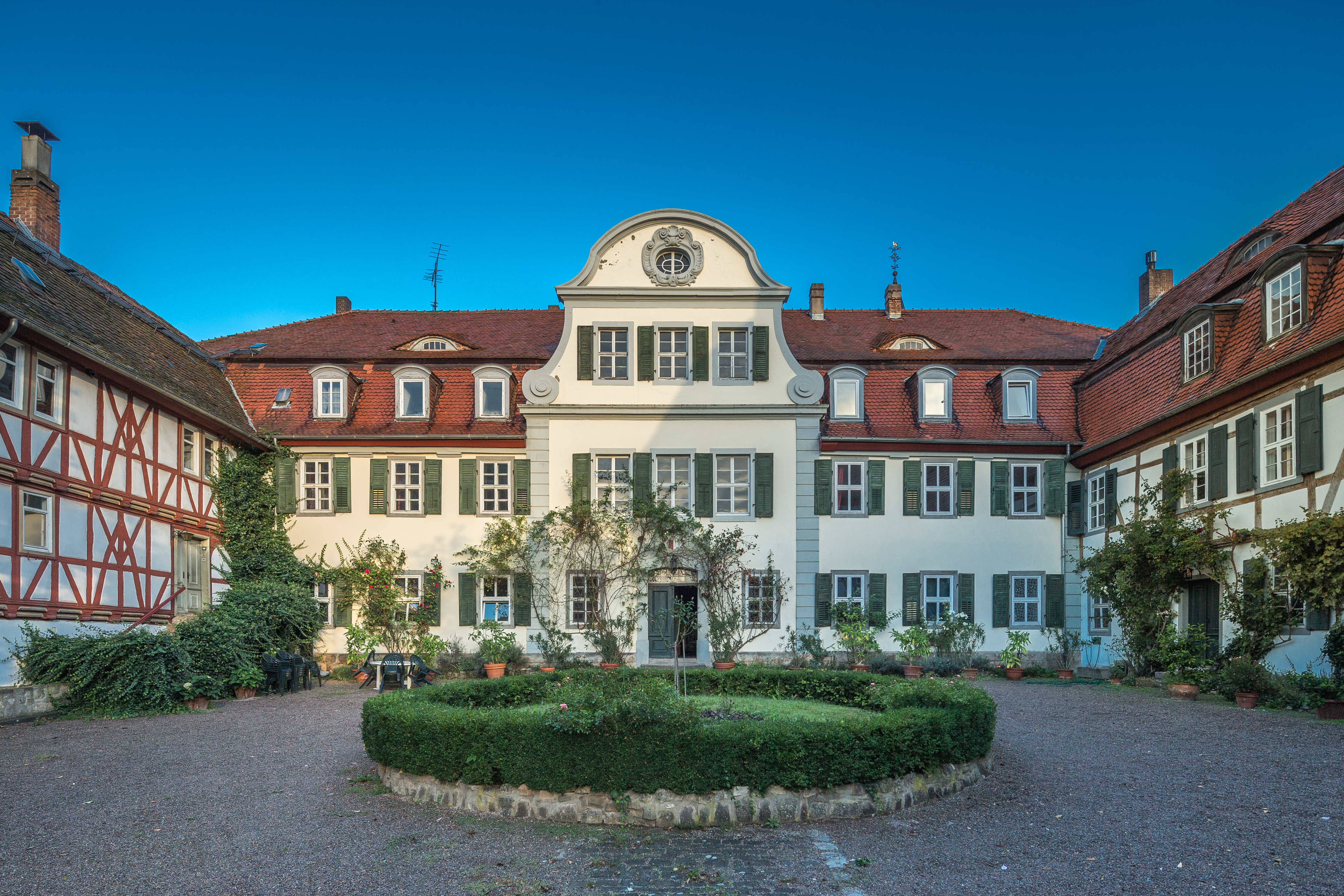
Schloss Jestädt
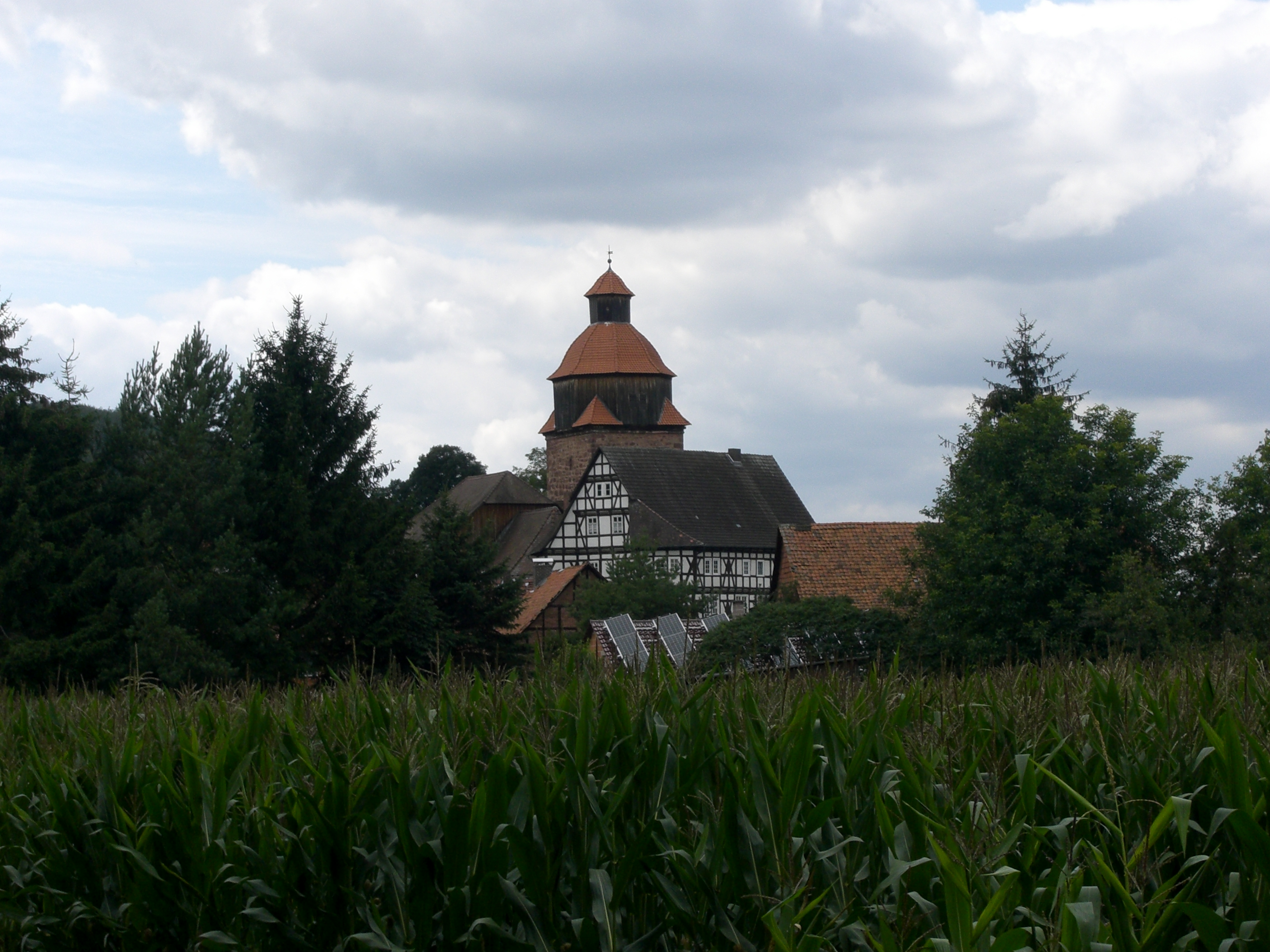
Junkerhof Bischhausen
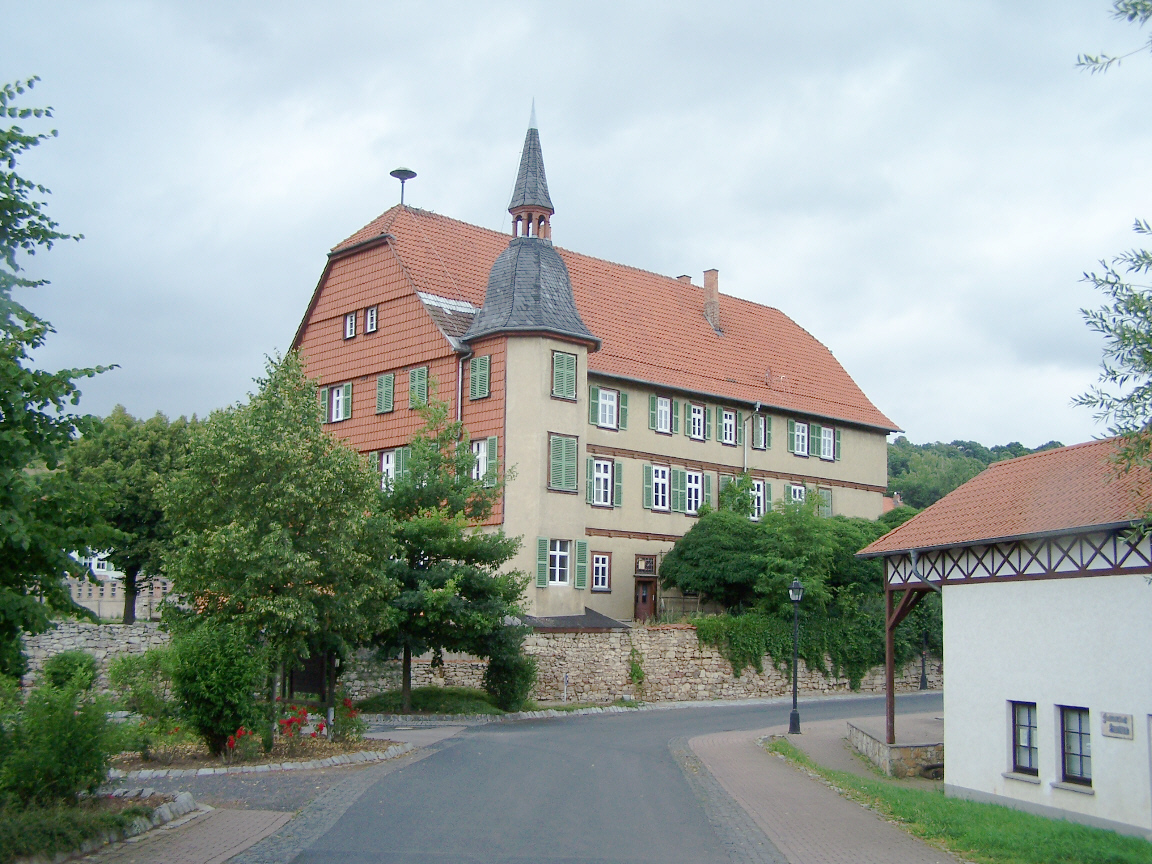
Unteres Schloss (Stedtfeld)
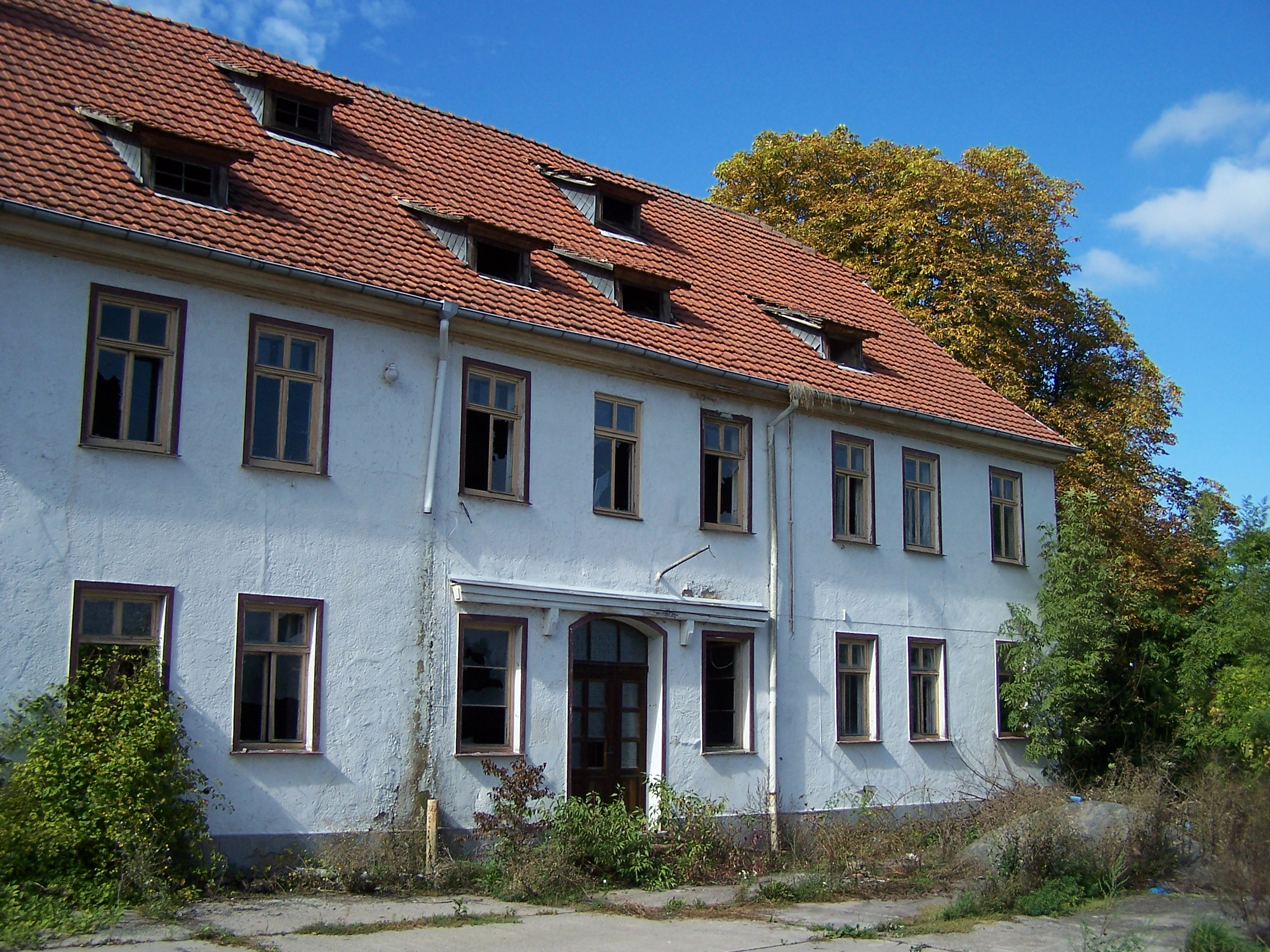
Gut Deubachshof

#### Stamm Bömmelberg (Bemmelberg, Boemelburg, Bömelberg)
(Zur "weißen Fahne" gehörend)
1594 erwarb Konrad XI. von Bömmelberg auch Bemmelberg (von Boyneburgk – aus Bischhausen stammend), verheiratet mit einer Fugger und einer Schwarzenberg und Enkelsohn des Landsknechtsführers Konrad von Boyneburg (* 1494; † 1567), die in Oberschwaben gelegene reichsständische Herrschaft Erolzheim (sie wurde 1806 mediatisiert und kam zum Königreich Bayern, 1810 zum Königreich Württemberg). Nach dem Aussterben der Grafen von Limburg-Styrum-Gemen im Jahre 1800 fiel die westfälische Herrschaft Gemen mit Burg Gemen und Schloss Raesfeld, welche schon von Ermgart von Boyneburg-Bemmelsberg gen. Honstein als Regentin von Raesfeld beherrscht worden waren, im Erbgang an die Freiherren von (Boyneburg-)Bömmelberg in Erolzheim; sie wurde ebenfalls 1806 mediatisiert (an das Fürstentum Salm). Da von der Mediatisierung im Allgemeinen nur bis dato reichsunmittelbar regierende Fürsten und Grafen betroffen waren, stellen die Boyneburg-Bömmelberg mit ihren reichsständischen Herrschaften Erolzheim und Gemen den Sonderfall eines mediatisierten freiherrlichen Hauses dar. Dieser Zweig erlosch mit dem Tod Alois Sebastians, Freiherr von Bömmelberg, am 19. Juli 1826 im Mannesstamm. Bereits 1822 hatte er die Burg Gemen und das Schloss Raesfeld an die Freiherren von Landsberg-Velen verkauft. Seine einzige hinterlassene Tochter starb 1831. Die dem erolzheimer Familienzweig anhaftende Prätendentschaft der Reichsherrschaft Pinneberg Holstein ging damit auf die Stedtfelder Linie über. Die 1826 sofort lehensfällig gewordene Herrschaft Erolzheim ging für 200.000 fl. an den Augsburger Heinrich von Kiesow und 1830 an dessen Neffen Friedrich von Bernhard.
Der Stamm B des Geschlechts bildete sich um 1500 mit einem blau-silbern bzw. blau-gold gevierten Schild. Dieser Stamm kam durch den Fürstabt von Corvey Hermann von Boemelburg (Amtszeit von 1479 bis 1504) nach Westfalen. Diese „Boemelburg“ (auch „Bömelberg“) genannte Linie war unter anderem von 1490 bis 1914 in Maygadessen bei Höxter ansässig. Deren gewohnheitsrechtlich getragener Freiherrentitel fand 1845 preußische Anerkennung.

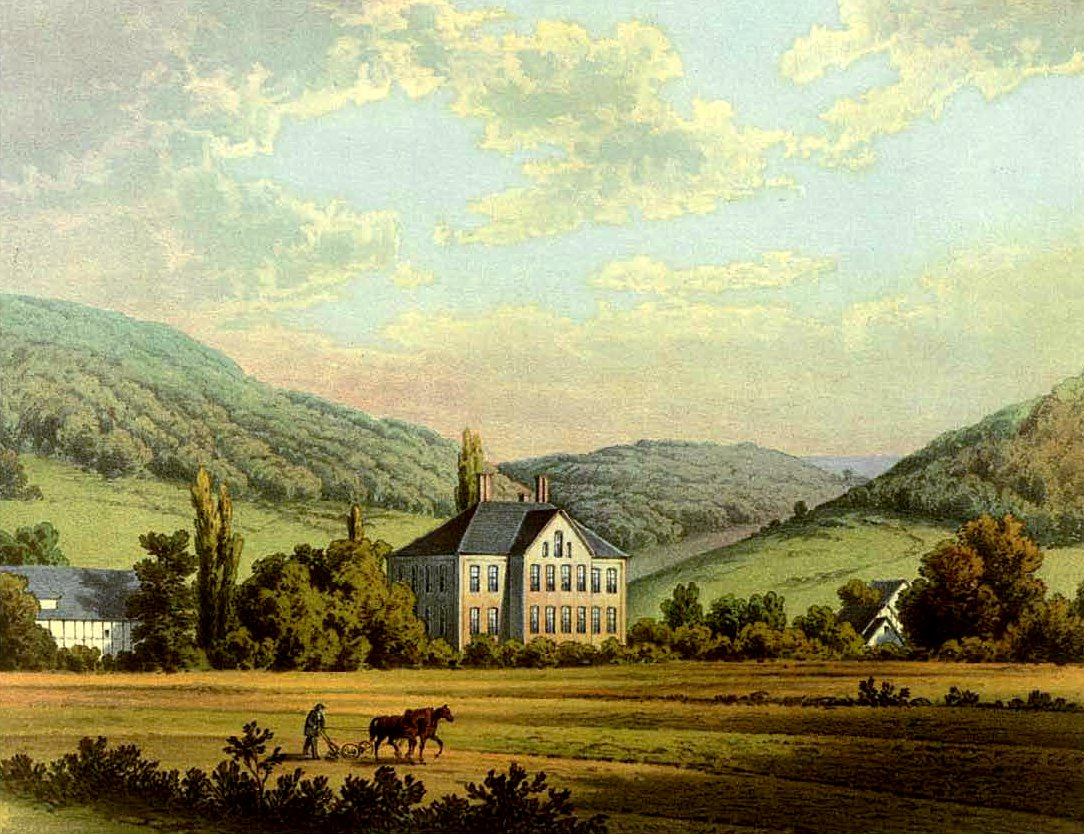
Schloss Maygadessen (um 1860)
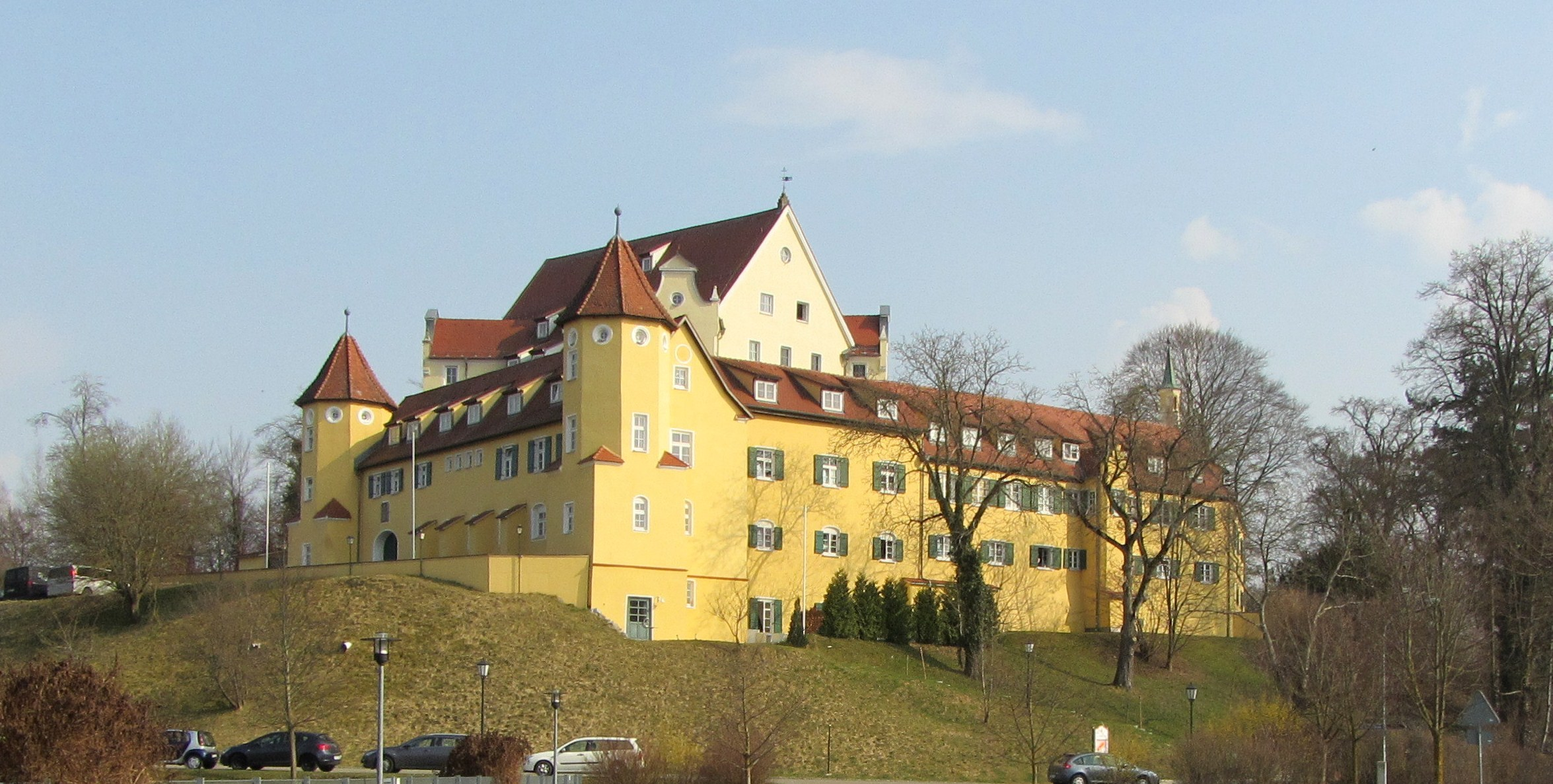
Schloss Erolzheim
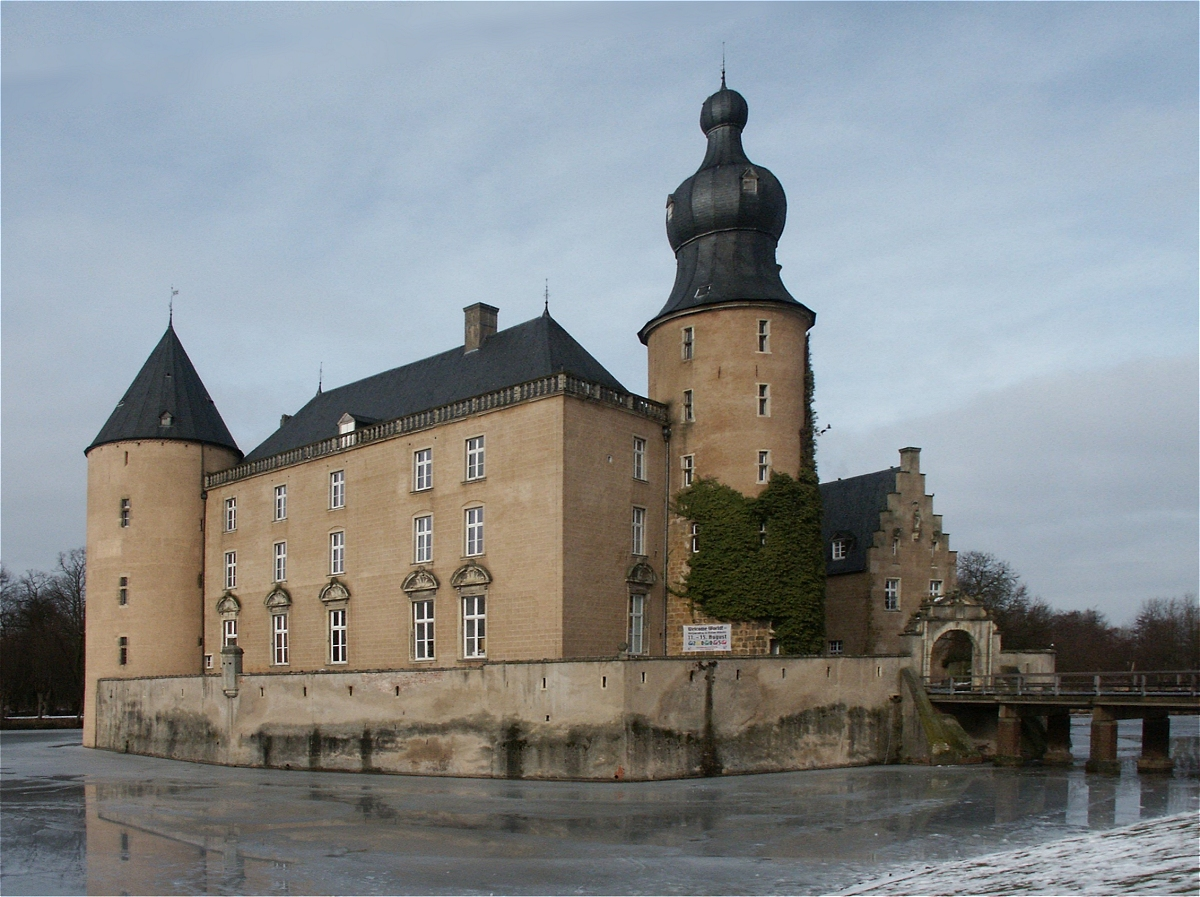
Schloss Gemen
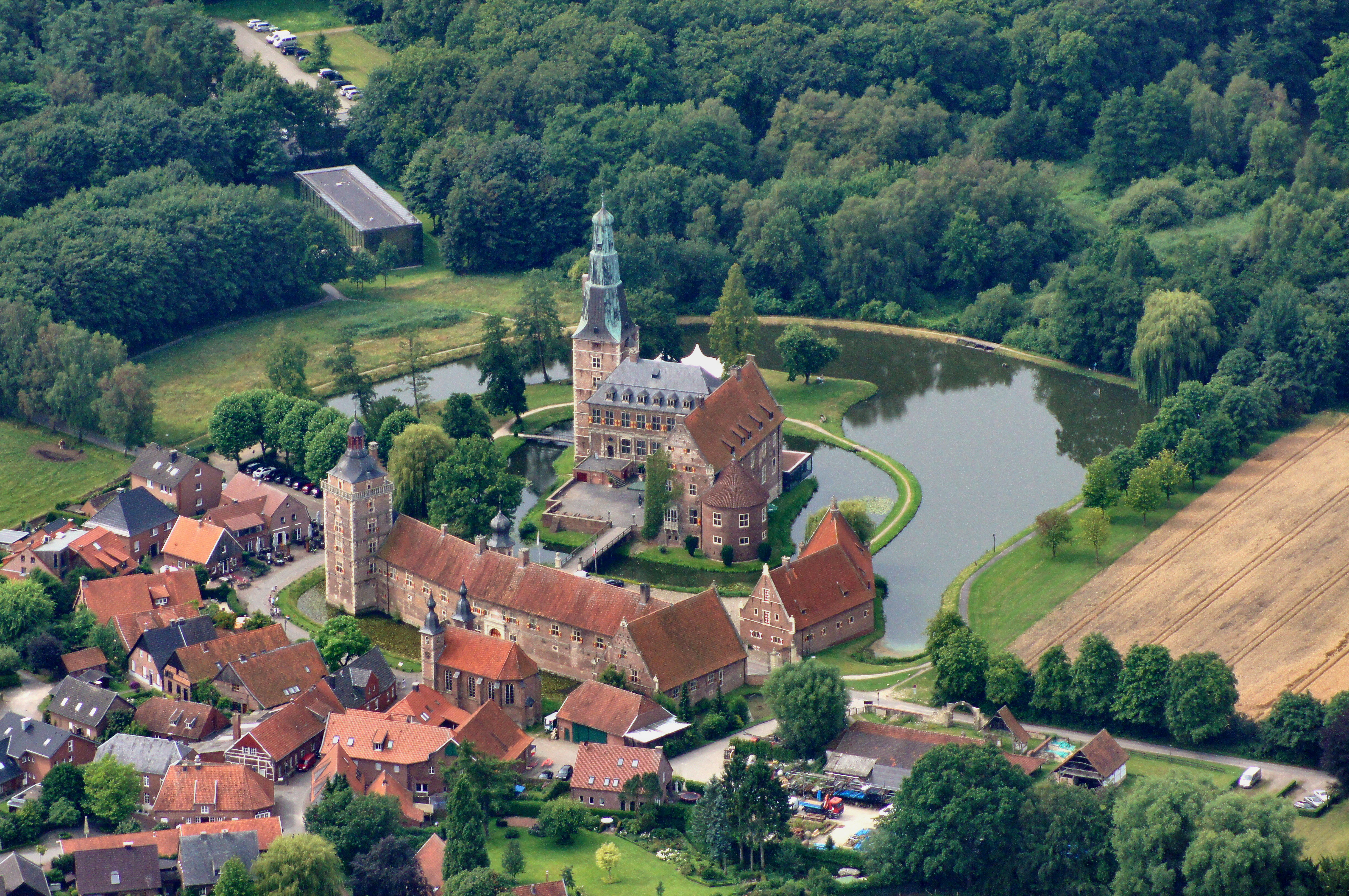
Schloss Raesfeld

## Wappen
- Das Wappen des Stammes A, schwarze Linie ist von Schwarz und Silber geviert, das der weißen Linie ist von Silber und Schwarz geviert. Auf dem Helm sind zwei von Schwarz und Silber übereck geteilte Büffelhörner. Die Helmdecken sind schwarz-silbern.
- Das Wappen des Stammes B (von Boemelburg) ist von Blau und Gold (Silber) geviert. Auf dem Helm mit blau-goldenen (blau–silbernen) Decken zwei wie der Schild bezeichnete Büffelhörner.

Historische Wappenbilder

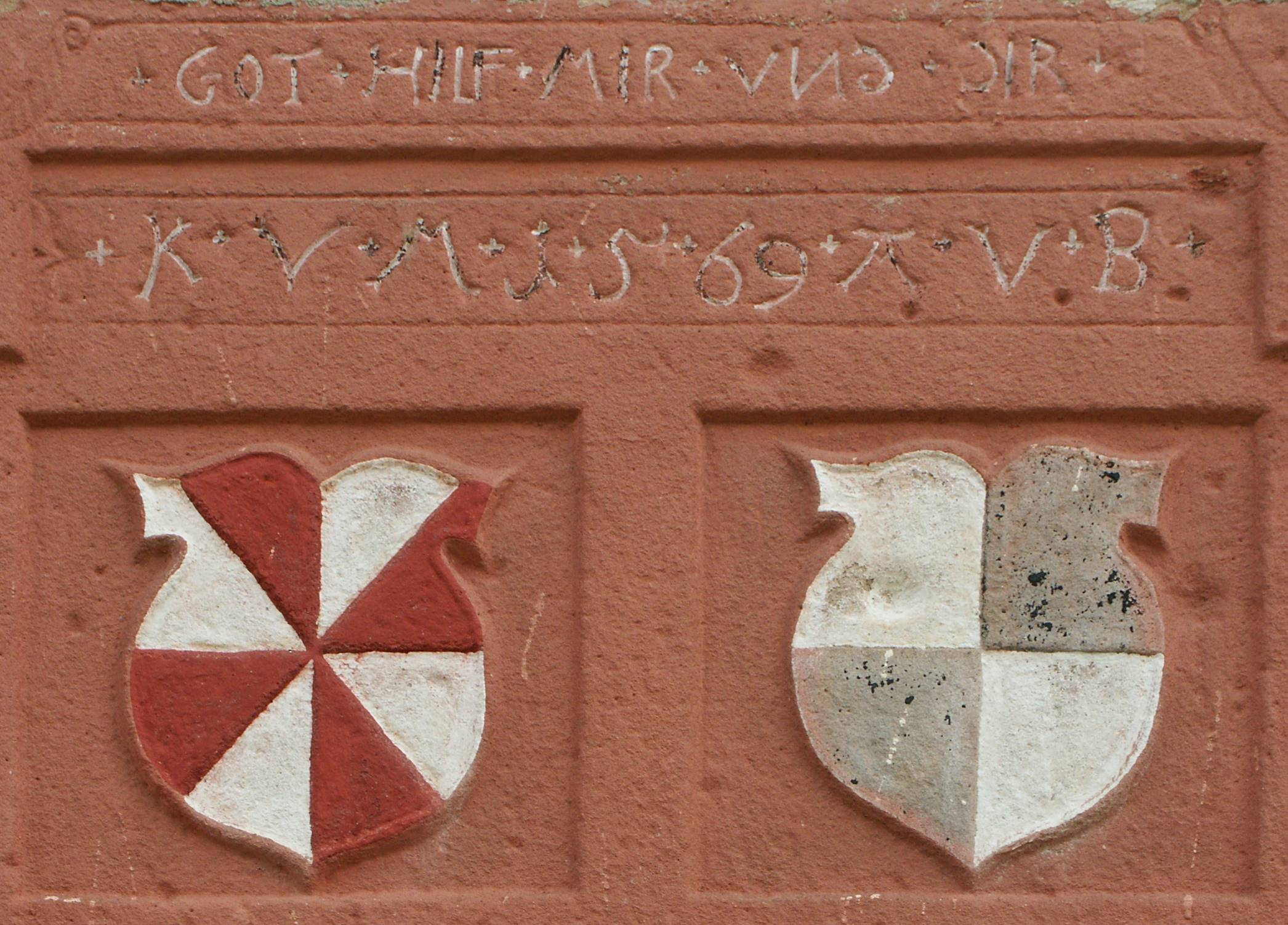
Rechts das Wappen der Familie von Boyneburg, auf einem Wappenstein am Blauen Schloss in Hohenroda-Mansbach
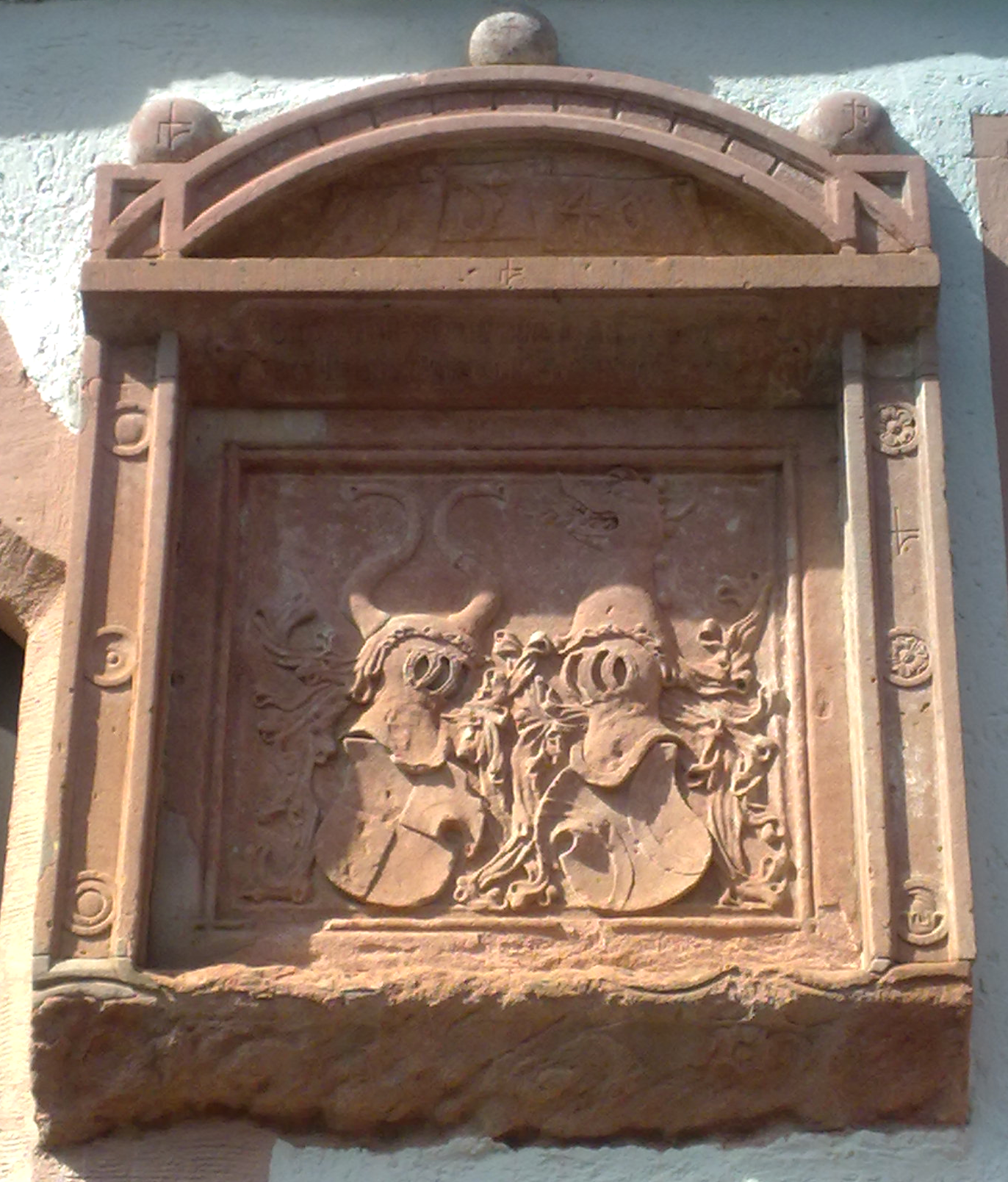
Das Allianzwappen der Erstbesitzer am Rodensteiner Schloss in Groß-Umstadt: Die Schelme von Bergen und die Herren von Boineburg
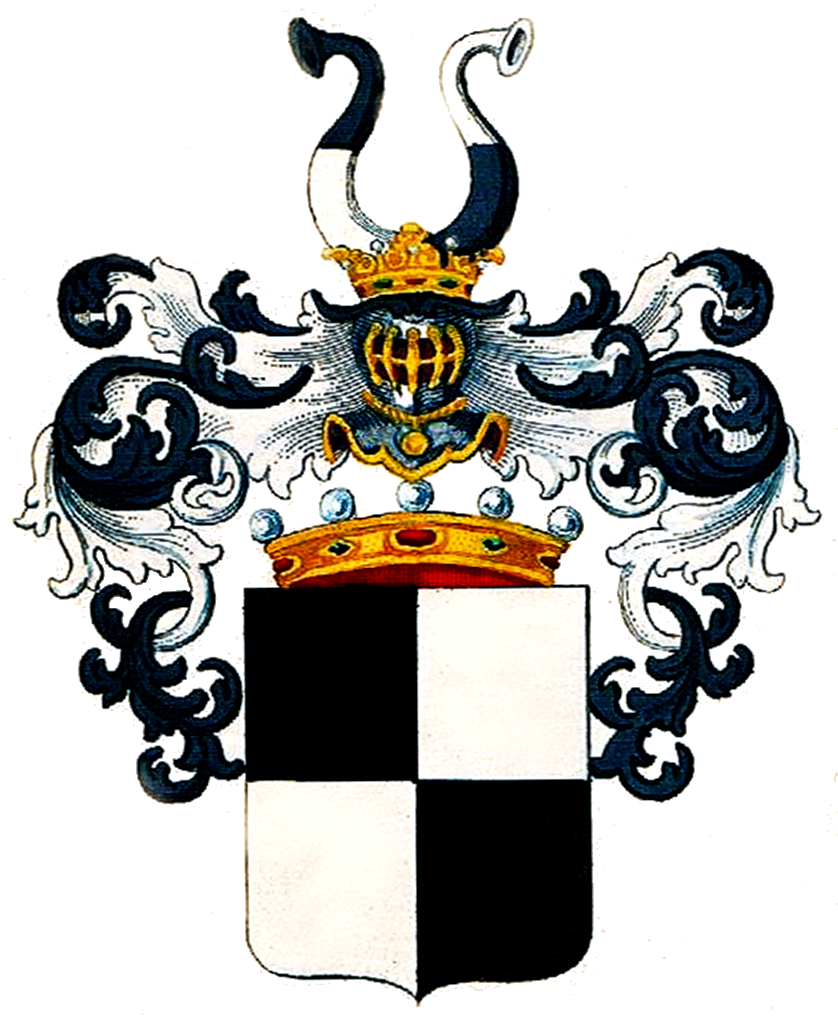
Wappen der Freiherren von Boyneburg-Lengsfeld
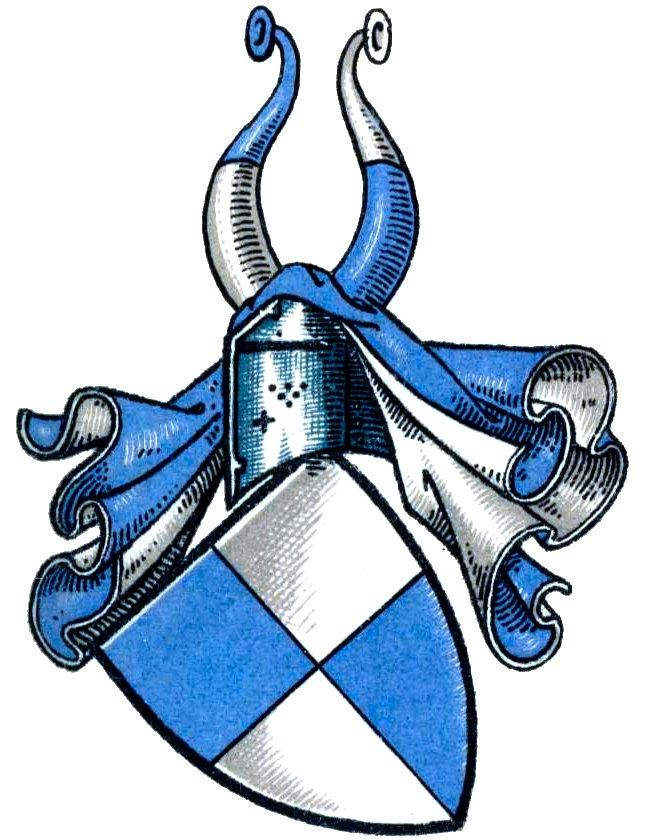
Wappen des Stammes Boemelburg bei Spießen

## Namensträger

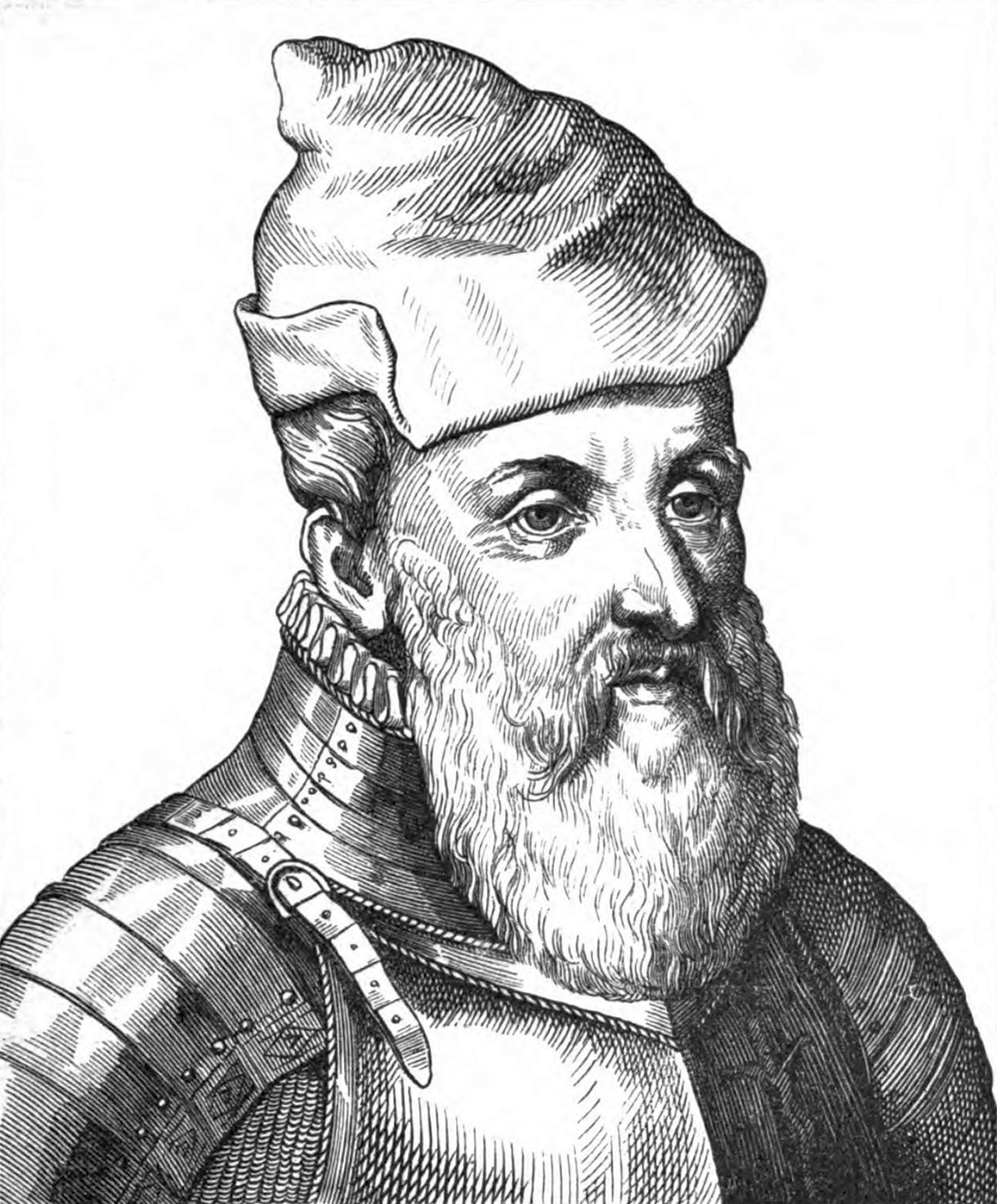
Konrad von Boyneburg (* 1494; † 1567), Landsknechtführer

- Adalbert Georg August Wilhelm von Boyneburg (1711–1780), deutscher Domherr
- Christoph Ernst Abraham Albrecht von Boyneburg-Lengsfeld (1752–1840), kurhessischer Geheimer Regierungsrat
- Ermgart von Boyneburg gen. Hohenstein (* um 1530; † nach 1608), Witwe des Johann IV. von Raesfeld (* 1492; † 1551) und des Goswin von Raesfeld (* 1494; † 1579/80), Regentin von Raesfeld
- Erich von Boyneburgk (1852–1938), preußischer Generalmajor
- Friedrich von Boyneburgk (1779–1854), Kammerherr in Weimar und Komponist
- Friedrich August von Boyneburg (1792–1860), preußischer Offizier, Mitglied der kurhessischen Ständeversammlung
- Georg von Boyneburg-Lengsfeld (1504–1564), hessischer und sächsischer Rat und Diplomat
- Hans von Boineburg-Lengsfeld (1889–1980), Generalleutnant der deutschen Wehrmacht, Kommandant von Groß-Paris, Widerstandskämpfer
- Heidenreich von Boyneburg (1549–1612), hessischer Adliger, der nach seiner Verbannung aus der Landgrafschaft Hessen-Kassel in holsteinischen Dienst trat und dort Geheimer Rat und Hofmarschall wurde
- Johann Christian von Boyneburg (1622–1672), Polyhistor, Oberhofmarschall am Kurfürstlichen Hof in Mainz, Politiker, Begründer der Biblioteca Boineburgica, Entdecker und Mäzen von Gottfried Wilhelm Leibniz.
- Konrad von Boyneburg Bemmelburg (1494–1567), Landsknechtführer unter Kaiser Karl V., Eroberer Roms 1527 („Sacco di Roma“), Goldener Ritter, Pfandherr der Herrschaften Ehingen, Schelklingen und Bergen
- Ludwig I. von Boyneburg (1466–1537), thüringisch-hessischer Adeliger und Ministeriale
- Ludwig III. von Boyneburg-Lengsfeld (1535–1568), hessischer Adliger und landgräflich-hessischer Amtmann
- Maria Anna Sophia Johanna von Boineburg-Lengsfeld (* 16. Oktober 1652; † 11. April 1726), Tochter des Johann Christian von Boyneburg, verheiratet mit Melchior Friedrich Graf von Schönborn-Buchheim (* 16. März 1644 in Groß-Steinheim bei Hanau; † 19. Mai 1717 in Frankfurt am Main), Vier Söhne dieser Ehe wurden Fürsterzbischöfe mit großen Einnahmequellen, Johann Philipp Franz von Schönborn in Würzburg, Friedrich Karl von Schönborn in Würzburg und Bamberg, Franz Georg von Schönborn in Trier und Worms und Damian Hugo Philipp von Schönborn-Buchheim in Speyer und Konstanz. Ein weiterer Sohn war Rudolf Franz Erwein von Schönborn, Vizedom von Aschaffenburg und kaiserlicher geheimer Rat. Sein zweiter Sohn Friedrich Karl, der spätere Fürstbischof von Würzburg und Bamberg, führte noch zu Lebzeiten seines Vaters als Reichsvizekanzler in Wien für die Kaiser Joseph I. und Karl VI. von 1705–1731 die Reichshofkanzlei, die oberste Behörde des Heiligen Römischen Reiches. Die Töchter heirateten in angesehene Adelsfamilien. Amalia Anna Elisabeth heiratete General Otto Ernst Leopold von Limburg-Stirum und sie waren die Eltern des späteren Speyerer Fürstbischofs Damian August Philipp von Limburg-Stirum.
- Moritz Heinrich von Boyneburg (1788–1868), k. u. k. General der Kavallerie
- Philipp Julius Leopold von Boineburg und Lengsfeld (1738–1816), preußischer Generalmajor
- Philipp Wilhelm von Boineburg (1656–1717), Reichsgraf und Edler Herr zu Boineburg und Lengsfeld, kurmainzischer Statthalter in Erfurt, Sohn Johann Christians, er vermachte die Bibliotheca Boineburgica mit etwa  10.343 Bänden (Katalog der Boineburgica wurde durch Leibnitz erstellt) der Universität Erfurt, in deren Besitz sie noch heute ist. Teile befinden sich in Berlin.[9]
- Siegfried III. von Boyneburg (um 1050–1107), Graf von Boyneburg
- Siegfried IV. von Boyneburg (um 1095–1144), Graf von Boyneburg, Vogt der Klöster Corvey, Bursfelde und Helmarshausen
- Sybilla von Boyneburg Bemmelburg (1615–1687), verheiratet mit dem Grafen Guillaume de Lamboy, 1655 Stifterin des Ursulinenklosters in Prag
- Urban I. von Boyneburg (1553–1639), Hessen-Kasseler Hofmarschall, Geheimer Rat, Gesandter, Oberamtmann, Kriegskommissar, Landvogt, Kriegsobrist, Statthalter und Festungskommandant
- Walrab von Boyneburg-Hohenstein (1529–1572), Herr zu Jestädt
- Wolf Daniel von Boyneburg (1667–1743), 1700 Geheimer Rat und Oberamtmann der Stadt Fulda, 1714 auch Oberamtmann der Zent Fulda.